# Verenigde Arabische Emiraten op de Olympische Zomerspelen 2004
De Verenigde Arabische Emiraten namen deel aan de Olympische Zomerspelen 2004 in Athene, Griekenland. De schutter Ahmed Al Maktoum schreef geschiedenis door voor zijn land de allereerste olympische medaille te winnen. Het was bovendien een gouden medaille.

## Medailleoverzicht
| Sport       | Olympiër         | Discipline     | Medaille |
| ----------- | ---------------- | -------------- | -------- |
| Schietsport | Ahmed Al Maktoum | dubbeltrap (m) | Goud     |

## Deelnemers & Resultaten
(m) = mannen, (v) = vrouwen 
| Sport       | Olympiër                     | Discipline     | Resultaat | Prestatie                                                |
| ----------- | ---------------------------- | -------------- | --------- | -------------------------------------------------------- |
| Atletiek    | Ali Mohammed Ali Al Balooshi | 800m (m)       | 68e tijd  | series : 1.51,76 min.                                    |
| Schietsport | Ahmed Al Maktoum             | trap (m)       | 4e        | 144 pnt. (voorronden 121, finale 23)                     |
| Schietsport | Ahmed Al Maktoum             | dubbeltrap (m) | Goud      | 189 pnt. (evenaring OR) (voorronden 144 (OR), finale 45) |
| Schietsport | Saeed Al Maktoum             | skeet (m)      | 37e       | voorronden 114 pnt.                                      |
| Zwemmen     | Obaid Ahmed Obaid Al Jassimi | 100m vrij (m)  | 58e tijd  | series : 54,17 sec.                                      |

Afghanistan · Albanië · Algerije · Amerikaanse Maagdeneilanden · Amerikaans-Samoa · Andorra · Angola · Antigua en Barbuda · Argentinië · Armenië · Aruba · Australië · Azerbeidzjan · Bahama's · Bahrein · Bangladesh · Barbados · België · Belize · Benin · Bermuda · Bhutan · Bolivia · Bosnië en Herzegovina · Botswana · Brazilië · Britse Maagdeneilanden · Brunei · Bulgarije · Burkina Faso · Burundi · Cambodja · Canada · Centraal-Afrikaanse Republiek · Chili · China · Chinees Taipei · Colombia · Comoren · Congo-Brazzaville · Congo-Kinshasa · Cookeilanden · Costa Rica · Cuba · Cyprus · Denemarken · Djibouti · Dominica · Dominicaanse Republiek · Duitsland · Ecuador · Egypte · El Salvador · Equatoriaal-Guinea · Eritrea · Estland · Ethiopië · Fiji · Filipijnen · Finland · Frankrijk · Gabon · Gambia · Georgië · Ghana · Grenada · Griekenland · Groot-Brittannië · Guam · Guatemala · Guinee · Guinee‑Bissau · Guyana · Haïti · Honduras · Hongarije · Hongkong · Ierland · IJsland · India · Indonesië · Irak · Iran · Israël · Italië · Ivoorkust · Jamaica · Japan · Jemen · Jordanië · Kaaimaneilanden · Kaapverdië · Kameroen · Kazachstan · Kenia · Kirgizië · Kiribati · Koeweit · Kroatië · Laos · Lesotho · Letland · Libanon · Liberia · Libië · Liechtenstein · Litouwen · Luxemburg · Macedonië · Madagaskar · Malawi · Malediven · Maleisië · Mali · Malta · Marokko · Mauritanië · Mauritius · Mexico · Micronesië · Moldavië · Monaco · Mongolië · Mozambique · Myanmar · Namibië · Nauru · Nederland · Nederlandse Antillen · Nepal · Nicaragua · Nieuw-Zeeland · Niger · Nigeria · Noord-Korea · Noorwegen · Oeganda · Oekraïne · Oezbekistan · Oman · Oostenrijk · Oost‑Timor · Pakistan · Palau · Palestina · Panama · Papoea-Nieuw-Guinea · Paraguay · Peru · Polen · Portugal · Puerto Rico · Qatar · Roemenië · Rusland · Rwanda · Saint Kitts en Nevis · Saint Lucia · Saint Vincent en Grenadines · Salomonseilanden · Samoa · San Marino · Sao Tomé en Principe · Saoedi-Arabië · Senegal · Servië en Montenegro · Seychellen · Sierra Leone · Singapore · Slovenië · Slowakije · Soedan · Somalië · Spanje · Sri Lanka · Suriname · Swaziland · Syrië · Tadzjikistan · Tanzania · Thailand · Togo · Tonga · Trinidad en Tobago · Tsjaad · Tsjechië · Tunesië · Turkije · Turkmenistan · Uruguay · Vanuatu · Venezuela · Verenigde Arabische Emiraten · Verenigde Staten · Vietnam · Wit-Rusland · Zambia · Zimbabwe · Zuid-Afrika · Zuid-Korea · Zweden · Zwitserland